# Kamieniczanka (dopływ Trzemeśnianki)
Kamieniczanka, Porębianka – potok, prawy dopływ Trzemeśnianki o długości ok. 3 km.
Potok wypływa na wysokości ok. 690 m w jarze poniżej Przełęczy Suchej w Paśmie Lubomira i Łysiny. Spływa spod niej w północno-zachodnim kierunku głęboką doliną pomiędzy stokami Kamiennika Południowego i Północnego a Łysiną. Zasilany jest dwoma niewielkimi prawobocznymi dopływami ze stoków Kamiennika i jednym lewobocznym. W miejscowości Poręba łączy się z drugim potokiem spod Działka, dając początek Trzemeśniance.
Potok płynie głównie w terenie porośniętym lasem. Jedynie w dolnej części jego biegu znajdują się zabudowania Poręby. Na potoku znajduje się kilka mostów, przez które przechodzą lokalne drogi. W dolnym biegu nad Kamieniczanką zlokalizowany jest ośrodek wypoczynkowy, a powyżej niego znajduje się kąpielisko. Do kąpieliska wzdłuż koryta Kamieniczanki dochodzi droga jezdna, dalej wzdłuż tego koryta w stokach Kamiennika prowadzi tylko gruntowa droga leśna.
Zlewnia Kamieniczanki znajduje się w obrębie wsi Poręba i Lipnik w województwie małopolskim, w powiecie myślenickim.

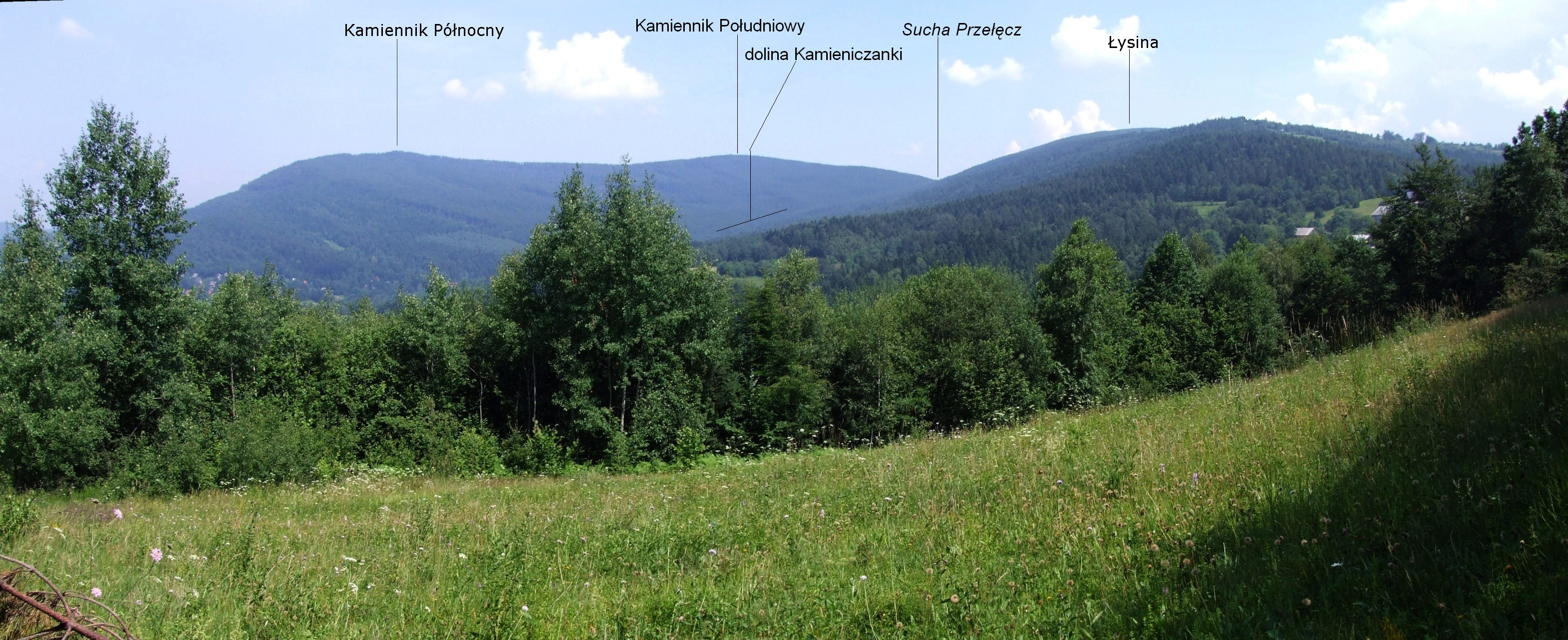
Dolina Kamieniczanki